# Arcturus
Pour les articles homonymes, voir Arcturus (homonymie).
Ne doit pas être confondu avec A Bootis.
Désignations
Arcturus (α Bootis selon la désignation de Bayer) est l'étoile la plus brillante de la constellation du Bouvier. C'est une étoile de type géante rouge, en fin de vie.

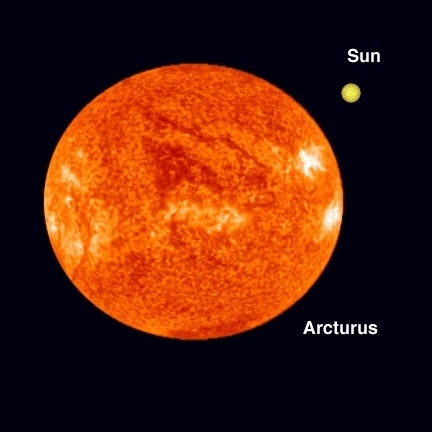
Vue d'artiste d'Arcturus comparée au Soleil.

Le diamètre d'Arcturus est de 25 fois celui du Soleil, sa magnitude apparente est de -0,05 et sa distance au Soleil est de 36,7 années-lumière. En prolongeant la queue de la Grande Ourse, on repère facilement cette étoile brillante et orangée. Elle constitue avec Spica et Régulus le Triangle du printemps.
Arcturus est une étoile âgée qui a évolué en une géante rouge. À terme, elle terminera sa vie en nébuleuse planétaire. Cette phase durera encore quelques dizaines de milliers d'années et laissera apparaître son cœur mis à nu. L'étoile évoluera alors vers le stade ultime de naine blanche.
Arcturus est une des étoiles les plus lumineuses de l’hémisphère nord. Elle est très proche du pôle nord galactique : sa latitude galactique est d'environ 70°, ce qui la place à 20° du pôle. C'est aussi une des étoiles proches les plus lumineuses (la plus proche avec une magnitude absolue négative). Mais bien qu’elle dégage 180 fois plus d’énergie que le Soleil, elle ne parait que 110 fois plus lumineuse car une grande partie de la lumière qu’elle émet est formée d’infrarouges que l’œil humain ne discerne pas. Il pourrait s’agir d’une étoile double mais l’autre étoile serait alors 20 fois moins lumineuse et très difficile à observer.
Arcturus se déplace sur le fond du ciel plus rapidement que la plupart des étoiles, d'environ un degré en seulement 1 600 ans, ce qui en fait l'étoile brillante au mouvement propre le plus élevé.

## Origine
Arcturus fait partie d'un groupe d'étoiles (le groupe d'Arcturus) dont la vitesse (100 km/s) et l'abondance d'éléments lourds suggèrent que ces étoiles proviennent d'une petite galaxie qui serait entrée en collision et aurait fusionné avec la Voie lactée il y a 5 à 8 milliards d'années.

## Étymologie et autres noms traditionnels
Le nom Arcturus vient du grec ancien Ἀρκτοῦρος / Arktoûros qui, formé de ἄρκτος (ours) et de οὖρος (gardien), signifie « le gardien des ours » (en raison de sa proximité avec la Grande Ourse et la Petite Ourse). Elle est citée pour la première fois par Hésiode. 
Quand, soixante jours après la conversion du soleil, Jupiter a terminé le cours de l'hiver, l'étoile Arcture, abandonnant les flots sacrés de l'Océan, se lève et brille la première à l'entrée de la nuit. 
Son lever héliaque, à la mi-septembre, sert de point de repère aux Grecs. Son appartenance à la constellation du Bouvier illustre le mélange entre la mythologie grecque (les ours et leur gardien) et romaine, où la Grande Ourse représente une charrue tirée par des bœufs, d'où la présence d'un bouvier.
En astronomie chinoise, cette étoile est appelée Dajiao. Elle représente à elle seule un astérisme, qui symbolise le roi céleste, l'identification étant manifestement motivée par la grande brillance de l'astre.
En hawaïen, Arcturus se nomme Hokule'a (étoile du bonheur). Elle est l'étoile zénithale de l'île principale de Hawaii, et permettait aux navigateurs venant de l'hémisphère sud de rejoindre aisément le groupe des îles Sandwich. La pirogue double traditionnelle Hokule'a, la première des temps modernes à réussir une traversée entre Hawaii et Tahiti sans instrument de navigation, en 1976, tire son nom de cette étoile.